# Тупицын, Александр Фёдорович
Александр Фёдорович Тупицын (18 [31] августа 1914, Кохма, Владимирская губерния — 1998, Москва) — советский военный дирижёр, народный артист РСФСР.

## Биография
Александр Фёдорович Тупицын родился 18 (31) августа 1914 года в селе Кохма Владимирской губернии (ныне Ивановская область). В 1932—1939 годах был руководителем самодеятельного детского духового оркестра Дома пионеров в Москве. С 1943 года — дирижёр духовых оркестров и различных ансамблей Советской Армии.
В 1946 году окончил Московскую консерваторию (педагог Л. М. Гинзбург). В 1955—1974 годах — художественный руководитель и дирижёр Ансамбля песни и пляски Московского округа ПВО. С 1980 года был художественный руководитель и главный дирижёр Сводного духового оркестра автопредприятий города Москвы.
С 1974 года — преподаватель Московского музыкального училища имени Октябрьской революции.
Ему принадлежат марши и фантазии, а также переложения для духового оркестра.
Умер в 1998 году в Москве. Похоронен в колумбарии Кунцевского кладбища.

### Семья
- Жена — Лидия Ивановна Тупицына (1919—1992).

## Награды и премии
- Заслуженный деятель искусств РСФСР (18.12.1962)[1].
- Народный артист РСФСР (1968).

## Аранжировки
- Марш «Матроская слава»
- Марш «Флотский комсомол»
- Марш на темы песен о Великой Отечественной войне
- Марш «Беспокойные сердца» на темы песен о комсомоле
- Марш на темы песен В. Мурадели
- Марш на темы песен С. Туликова
- Фантазия на темы песен Т. Хренникова
- Марш на темы песен Т. Хренникова (зап. 1970)
- Марш на темы песен О. Фельцмана (зап. 1970)
- Марши на темы песен Б. Терентьева (изд. 1972)
- Марш «БАМ» на темы песен о Байкало-Амурской магистрали (изд. 1979)
- Марш на темы песен С. Каца (изд. 1981)
- Марш на темы песен Н. Богословского (изд. 1984)
- Марш на темы шахтёрских песен Н. Богословского (изд. 1986)
- Марш на темы пионерских песен (изд. 1986)
- Марш на темы песен В. Левашова (изд. 1987)
- Марш на темы песен об автомобилистах (изд. 1990)
- Марш «Юный пионер» на темы пионерских песен советских композиторов (изд. 1990)
- Марш на темы революционных песен (изд. 1991)